# Molí de Dalt (Bellveí)
Molí de Dalt és un molí d'aigua als afores del nucli de Bellveí, al municipi de Torrefeta i Florejacs.
Es conserva la part baixa del molí, hi ha una entrada amb arc rebaixat a la part dreta, i a l'esquerra en un nivell inferior, hi ha la sortida de l'aigua. L'interior del s'observa que la coberta és de volta apuntada. A l'exterior, encara es pot observar la bassa i el cacau per on vessava l'aigua. Tot el molí està rodejat de vegetació. Travessant el poble per la part esquerra, s'arriba a uns prats i per allí es localitza el molí.